# كلوريد القصدير الرباعي
كلوريد القصدير الرباعي (أو رباعي كلوريد القصدير) مركب كيميائي له الصيغة الكيميائية SnCl4، ويكون في الشروط القياسية من الضغط ودرجة الحرارة على شكل سائل عديم اللون.
يوجد كلوريد القصدير في شكلين، الأول في الشكل اللامائي، والآخر متميه على شكل خماسي هيدرات SnCl4.5H2O، يوجد الأخير على شكل صلب أبيض.

## التحضير
يحضر المركب من التفاعل المباشر بين عنصري الكلور والقصدير:
{\displaystyle \mathrm {Sn+2\ Cl_{2}\longrightarrow SnCl_{4}} }
كما يمكن أن يحضر من تفاعل الكلور مع ثنائي كلوريد القصدير (كلوريد القصدير الثنائي):
{\displaystyle \mathrm {SnCl_{2}+Cl_{2}\longrightarrow SnCl_{4}} }

## الخواص
يوجد كلوريد القصدير الرباعي في درجة حرارة الغرفة على شكل سائل عديم اللون شديد الاسترطاب، وتتطاير منه الأبخرة (مدخّن) وله رائحة تشبه رائحة حمض الهيدروكلوريك.
يؤدي تماس المركب مع الماء إلى حدوث تفاعل حلمهة وتفكك المركب إلى أكسيد القصدير الرباعي (ثنائي أكسيد القصدير) وحمض الهيدروكلوريك.
يتبلور المركب عند درجة الحرارة − 33 °س وفق نظام بلوري أحادي الميل له زمرة فراغية P21/c بحيث تكون بنية الجزيئاتعلى شكل رباعيات سطوح متناظرة.

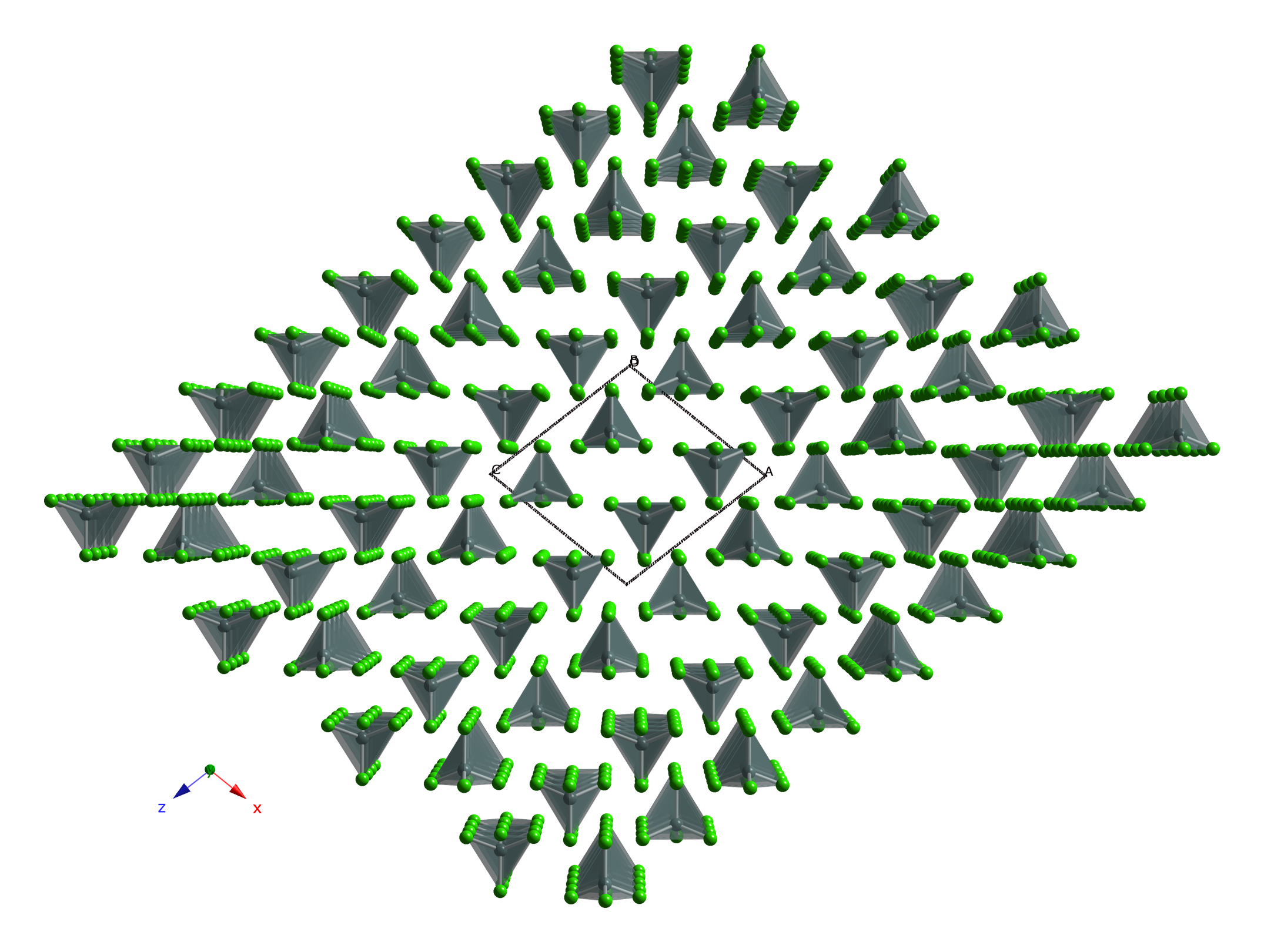
بنية SnCl_{4} الصلب المتميه.

توجد عدة أشكال متميهة من كلوريد القصدير الرباعي، والتي ترتكز على البنية [SnCl4(H2O)2]، والتي يمكن أن يضاف إليها جزيئات أخرى من ماء التبلور نتيجة الروابط الهيدروجينية. يعد الشكل خماسي الهيدرات أشهر هذه الأشكال المتميهة، مع أنه يمكن الحصول على أشكال مائية ذات عدد أقل من الهيدرات المرتبطة.

## الاستخدامات
يستخدم المركب بشكل رئيسي كمركب طليعي لتحضير مركبات القصدير الأخرى؛ وخاصة مركبات القصدير العضوية، والتي تستخدم في مجال التحفيز ومثبتات البوليميرات.